# Паж (зачіска)

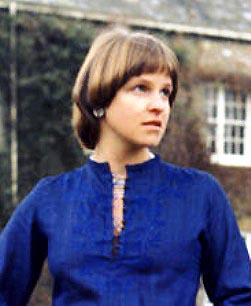
Зачіска паж.

Паж — жіноча зачіска що нагадує зачіску середньовічних пажів. В цій зачісці волосся із заокругленням спускається до вуха, а потім нижче формуючи точну лінію по колу ззаду.
Зачіска паж вирізняється чіткістю та охайністю ліній. Кінчики волосся в зачісці паж підкручуються всередину. Зачіска паж традиційно вважається однією з кращих ділових зачісок. 